# John Braham
John Braham (Londres, 1774 - 17 de febrer de 1856) fou un cantant d'òpera anglès de la corda de tenor.
Havent quedat orfe de molt infant en la seva terra natal, es va compadí d'ell el cantant Leoni, l'ensenyà a cantar de franc i el va fer debutar en el teatre Reial quant tan sols contava deu anys. Patrocinat després per la família Goldsmith, va fer grans progressos en la música i el piano. Contractat a Bath per prendre part en els concerts Ranzzini, aconseguint un èxit prometedor. El 1796, aparegué de bell nou en el teatre Drury-Lane amb l'òpera Mahmond i després ingressà en el teatre italià. Es perfeccionà a Itàlia i estudià composició amb Isola. I des de llavors va romandre més de vint anys a Londres, convertint-se en l'artista favorit de la capital del Regne Unit. Weber va escriure per a Braham el difícil rol d'Huon, de la seva òpera Oberon. Händel tingué amb Braham un intèrpret incomparable de les seves obres, i impressionava tant al públic en l'execució del Deeper and deeper Stili, que diuen que arrencava llàgrimes fins i tot als espectadors menys sensibles.
També es distingí com a compositor: l'ària Death of Nelson, (dedicada al famós almirall del qual n'era bon amic) es feu popular ben aviat i va escriure les 10 òperes següents:
- The Cabinet;
- The Englishfleet;
- Thirty Thousand;
- Out of place;
- Family Quarrels;
- The Paragraph;
- Americans;
- The Devil's Bridge;
- False Alarms;
- Zunca;
- Navensky.

## Relacions de parella
Segons alguns musicòlegs va tenir una relació de trenta anys amb Nancy Storace, a la vida privada i al escenari. Es separaran en 1816 i es va casar amb Elizabeth Braham Bolton.